# Finala UEFA Europa League 2014
Finala UEFA Europa League 2014 a fost meciul final și decisiv al UEFA Europa League 2013-2014, cel de-al 43-lea sezon a celei de-a doua competiții fotbalistice interclub ca valoare din Europa, organizată de UEFA, și cel de-al 5-lea sezon de când competiția a fost redenumită din Cupa UEFA în UEFA Europa League. Meciul s-a jucat pe 14 mai 2014, pe stadionul Juventus Stadium din Torino, Italia, între echipa spaniolă FC Sevilla și echipa portugheză SL Benfica. Sevilla a câștigat meciul cu 4–2 la loviturile de departajare, după ce timpul regulamentar și prelungirile s-au terminat cu scorul de 0–0.
În calitate de câștigătoare a competiției, Sevilla va juca cu câștigătoarea Ligii Campionilor 2013-2014 în Supercupa Europei 2014.

## Stadionul
Stadionul Juventus Stadium din Torino, Italia, a fost ales ca loc de desfășurare a meciului, la o reuniune a Comitetului Executiv al UEFA la Istanbul, Turcia, la 20 martie 2012. Acesta este stadionul de casă al FC Juventus din 2011. Aceasta va fi prima dată când o finală de o singur manșă este găzduită de Torino.

## Drumul către finală
Pentru mai multe detalii despre acest subiect, vedeți UEFA Europa League 2013-2014.
Notă: În toate meciurile de mai jos, scorul finalistelor este dat primul.
| Echipa         | MJ | V | E | Î | GM | GP | G  | Pct |
| -------------- | -- | - | - | - | -- | -- | -- | --- |
| Sevilla        | 6  | 3 | 3 | 0 | 9  | 4  | +5 | 12  |
| Slovan Liberec | 6  | 2 | 3 | 1 | 9  | 8  | +1 | 9   |
| Freiburg       | 6  | 1 | 3 | 2 | 5  | 8  | −3 | 6   |
| Estoril        | 6  | 0 | 3 | 3 | 5  | 8  | −3 | 3   |

| Echipa              | MJ | V | E | Î | GM | GP | G   | Pct |
| ------------------- | -- | - | - | - | -- | -- | --- | --- |
| Paris Saint-Germain | 6  | 4 | 1 | 1 | 16 | 5  | +11 | 13  |
| Olympiacos          | 6  | 3 | 1 | 2 | 10 | 8  | +2  | 10  |
| Benfica             | 6  | 3 | 1 | 2 | 8  | 8  | 0   | 10  |
| Anderlecht          | 6  | 0 | 1 | 5 | 4  | 17 | −13 | 1   |

## Detaliile meciului
| Sevilla                       | 0–0 (d.p.) | Benfica                           |
| ----------------------------- | ---------- | --------------------------------- |
|                               | Report     |                                   |
| Bacca · Mbia · Coke · Gameiro | 4–2        | Lima · Cardozo · Rodrigo · Luisão |

| Sevilla | Benfica |

| GK         | 13 | Beto               |     |      |      |
| RB         | 23 | Coke               | 98' |      |      |
| CB         | 21 | Nicolás Pareja     |     |      |      |
| CB         | 2  | Federico Fazio     | 11' |      |      |
| LB         | 16 | Alberto Moreno     | 13' |      |      |
| DM         | 40 | Stéphane Mbia      |     |      |      |
| DM         | 6  | Daniel Carriço     |     |      |      |
| CM         | 11 | Ivan Rakitić (c)   |     |      |      |
| RW         | 19 | José Antonio Reyes |     | 78'  |      |
| LW         | 20 | Vitolo             |     | 110' |      |
| CF         | 9  | Carlos Bacca       |     |      |      |
| Rezerve:   |    |                    |     |      |      |
| GK         | 1  | Javi Varas         |     |      |      |
| DF         | 3  | Fernando Navarro   |     |      |      |
| DF         | 5  | Diogo Figueiras    |     | 110' |      |
| MF         | 7  | Marko Marin        |     | 78'  | 104' |
| MF         | 12 | Vicente Iborra     |     |      |      |
| MF         | 15 | Piotr Trochowski   |     |      |      |
| FW         | 18 | Kévin Gameiro      |     |      | 104' |
| Antrenor:  |    |                    |     |      |      |
| Unai Emery |    |                    |     |      |      |

| GK          | 41 | Jan Oblak          |      |      |
| RB          | 14 | Maxi Pereira       |      |      |
| CB          | 4  | Luisão (c)         |      |      |
| CB          | 24 | Ezequiel Garay     |      |      |
| LB          | 16 | Guilherme Siqueira | 30'  | 99'  |
| RM          | 6  | Rúben Amorim       |      |      |
| CM          | 30 | André Gomes        |      |      |
| LM          | 20 | Nicolás Gaitán     |      | 119' |
| RF          | 8  | Miralem Sulejmani  |      | 25'  |
| CF          | 11 | Lima               |      |      |
| LF          | 19 | Rodrigo            |      |      |
| Rezerve:    |    |                    |      |      |
| GK          | 1  | Artur              |      |      |
| DF          | 3  | Steven Vitória     |      |      |
| DF          | 33 | Jardel             |      |      |
| MF          | 10 | Filip Đuričić      |      |      |
| MF          | 34 | André Almeida      | 100' | 25'  |
| FW          | 7  | Óscar Cardozo      |      | 99'  |
| FW          | 90 | Ivan Cavaleiro     |      | 119' |
| Antrenor:   |    |                    |      |      |
| Jorge Jesus |    |                    |      |      |

| Arbitri asistenți: Mark Borsch (Germania) Stefan Lupp (Germania) Al patrulea oficial: Milorad Mažić (Serbia) Arbitri asistenți suplimentari: Tobias Welz (Germania) Bastian Dankert (Germania) | Regulile meciului - 90 de minute. - 30 de minute de prelungiri dacă e necesar. - Penaltiuri dacă scorul rămâne egal după prelungiri. - Șapte rezerve. - Trei schimbări permise. |

### Statistici
| Statistică        | Sevilla | Benfica |
| ----------------- | ------- | ------- |
| Goluri marcate    | 0       | 0       |
| Total șuturi      | 4       | 6       |
| Șuturi pe poartă  | 3       | 4       |
| Apărate           | 4       | 3       |
| Posesia mingii    | 53%     | 47%     |
| Cornere           | 2       | 2       |
| Faulturi comise   | 11      | 12      |
| Offside-uri       | 2       | 0       |
| Cartonașe galbene | 2       | 1       |
| Cartonașe roșii   | 0       | 0       |

| Statistică        | Sevilla | Benfica |
| ----------------- | ------- | ------- |
| Goluri marcate    | 0       | 0       |
| Total șuturi      | 4       | 12      |
| Șuturi pe poartă  | 3       | 10      |
| Apărate           | 10      | 3       |
| Posesia mingii    | 53%     | 47%     |
| Cornere           | 2       | 5       |
| Faulturi comise   | 6       | 8       |
| Offside-uri       | 0       | 1       |
| Cartonașe galbene | 0       | 0       |
| Cartonașe roșii   | 0       | 0       |

| Statistică        | Sevilla | Benfica |
| ----------------- | ------- | ------- |
| Goluri marcate    | 0       | 0       |
| Total șuturi      | 3       | 3       |
| Șuturi pe poartă  | 1       | 1       |
| Apărate           | 1       | 1       |
| Posesia mingii    | 44%     | 56%     |
| Cornere           | 0       | 0       |
| Faulturi comise   | 4       | 5       |
| Offside-uri       | 3       | 0       |
| Cartonașe galbene | 1       | 1       |
| Cartonașe roșii   | 0       | 0       |

| Statistică        | Sevilla | Benfica |
| ----------------- | ------- | ------- |
| Goluri marcate    | 0       | 0       |
| Total șuturi      | 11      | 21      |
| Șuturi pe poartă  | 7       | 15      |
| Apărate           | 15      | 7       |
| Posesia mingii    | 51%     | 49%     |
| Cornere           | 4       | 7       |
| Faulturi comise   | 21      | 25      |
| Offside-uri       | 5       | 1       |
| Cartonașe galbene | 3       | 2       |
| Cartonașe roșii   | 0       | 0       |

## Vezi și
- UEFA Europa League 2013-2014
- Finala Ligii Campionilor 2014
- Supercupa Europei 2014